# Década de 1840
Séculos: Século XVIII - Século XIX - Século XX
Décadas: 1810 1820 1830 - 1840 - 1850 1860 1870
Anos: 1840 - 1841 - 1842 - 1843 - 1844 - 1845 - 1846 - 1847 - 1848 - 1849

## Acontecimentos importantes
- China cede Hong Kong aos britânicos, na sequência da Primeira Guerra do Ópio (1842).[1]
- O Dia da Grande Decepção ou Dia do Grande Desapontamento, a 22 de outubro de 1844, foi o dia em que religiosos norte americanos inspirados em profecias bíblicas esperaram o retorno de Jesus Cristo.
- Em vários países da Europa ocorrem as Revoluções de 1848.[2]